# 三谷尚子
三谷 尚子（みたに しょうこ、1985年9月26日 - ）は、愛媛県出身の女子競輪選手、自転車競技選手。日本競輪選手会愛媛支部所属、ホームバンクは松山競輪場。日本競輪選手養成所第122期生。

## 経歴
小学生の頃、父親に半ば強制的に自転車競技に参加させられた経験を持つが、当時は自転車競技が好きでなかったこともあり、すぐに辞めてしまう。中学時代に陸上競技を始め、愛媛県大会1500mで2位の成績を残した。20歳で結婚し3児に恵まれ、歯科助手として働いていた2016年4月、軽い気持ちで応募したNHK BS1の番組チャリダー★のオーディションに応募し合格、番組内では「坂バカ女子部」として活動した。
自転車競技で成績を残していくうちに自転車競技に注力するようになったことで遠征費や参加費などの出費が嵩むようになり夫婦仲が悪化、結局は離婚してしまう。シングルマザーとなるも自転車競技を続けたことで、特に収入面で周囲が心配する中、自身の好きな自転車を乗り続けながら収入が得られる職業…としてガールズケイリンを知り、競輪選手を目指すこととなった。そのため、マスコミなどの取材では「シングルマザーが自立するための手段として競輪選手という職業の道を選んだ」ことをコメントしている。
2021年1月14日、35歳で日本競輪選手養成所第122回技能試験に合格。在所中は選手候補生自治会長を務めた。在所競走成績は9位（3勝）。
2022年4月30日、松戸競輪場でデビュー、7着。同年は7か月間で、新人では5位となる452万4200円を獲得した。
師匠はいないが、のちに縁あって知り合った武井克敏（75期、引退）から指導を受けるようになり、名古屋競輪場も練習拠点としている。
2025年4月3日、豊橋FIIで初勝利。